# Eleonora Forenza

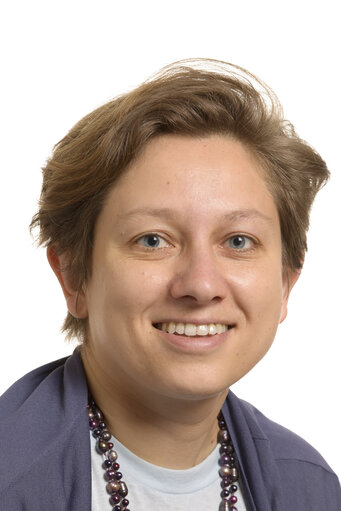
Eleonora Forenza, 2014

Eleonora Forenza (* 10. November 1976 in Bari) ist eine italienische Politikerin der Partito della Rifondazione Comunista.

## Leben
Forenza studierte an der Universität Bari. Seit 2014 ist Forenza Abgeordnete im Europäischen Parlament für L’Altra Europa con Tsipras. Dort ist sie Stellvertretende Vorsitzende in der Delegation im Gemischten Parlamentarischen Ausschuss EU-Chile und Mitglied im Ausschuss für internationalen Handel sowie in der Delegation in der Parlamentarischen Versammlung Europa-Lateinamerika.